# Action 365
Die Action 365 (Eigenschreibweise action 365) ist eine in den 1950er Jahren in Deutschland gegründete ökumenische Laienbewegung. Sie entstand aus dem Gedanken heraus, dass es nicht genügt, über Probleme in Kirche und Gesellschaft zu diskutieren, Missstände anzuprangern, Lösungsansätze und konkrete Aktionen aber wenigen Experten zu überlassen. Im gemeinsamen Weltauftrag wollen evangelische und katholische Christen und Christinnen in kleinen, aktiven Gruppen (Teams genannt) an allen Tagen des Jahres (daher 365) unter dem einen Wort Gottes zusammenarbeiten (daher Action).

## Geschichte
Die ursprünglich von dem Jesuitenpater Johannes Leppich (1915–1992) ins Leben gerufene ökumenische Laienbewegung erhielt ihre heutige, vielseitige und internationale Dimension durch drei größere Entwicklungsschritte. Während der ersten zehn Jahre waren die „Aktivkreise Pater Leppich“ vor allem auf Ortsebene aktiv. Ab 1970 kam es zu einer umfassenden Umstrukturierung und Weiterentwicklung durch den Jesuiten Wolfgang Tarara (1931–2001), vor allem geprägt durch die Gedanken der Ökumene, der Demokratie und der Selbstverantwortung. In der Folge öffnete und vernetzte die Action 365 sich auch international. Die Gründung der STIFTUNG HAUS im Jahr 1997, initiiert durch Wolfgang Tarara und realisiert durch Gerlinde Back, sicherte die Arbeit der Action 365 schließlich für die Zukunft ab, unabhängig von Personen und Zeitabläufen.

## Das Modell der ökumenischen Basisgruppen
Die Teams, die sich auch ökumenische Basisgruppen oder Basisgemeinden der Action 365 nennen, arbeiten bundesweit nach dem Konzept eines Hauskreises. Manche dieser Teams gibt es bereits seit der Gründung der Action 365, andere in ihrer Konstellation erst seit wenigen Jahren.
Von den ersten jungen Christengemeinden heißt es in der Apostelgeschichte: „Sie brachen in ihren Häusern das Brot und hielten miteinander Mahl in Freude“ (Kapitel 2, Vers 49). Vom Leben dieser kleinen, vitalen Keimzellen der großen Kirchen lassen sich Basisgemeinden in aller Welt, auch die Teams der Action 365, inspirieren. Sie verstehen sich als Glaubens-, Aktions-, Gebets- und Familiengemeinschaft. Sie wollen Motor der Veränderung, Freiraum zum Experiment, Anlaufstelle für Menschen auf der Suche oder in Not sein. Die Kontakte zwischen den Teams der Action 365 und den lokalen Kirchengemeinden sind gut, jedoch ist das Anliegen der Action 365 weiter gefasst, was den Dialog mit anderen Konfessionen, mit Menschen anderen Glaubens und Menschen ohne jegliche kirchliche Herkunft und Bindung angeht.
Die ehrenamtlichen Mitarbeiter jedes Teams sind durch keinerlei Mitgliedschaft an die Action 365 gebunden. Sie treffen sich einmal im Monat. Anregungen und Materialien für die Gestaltung des Teamabends erhalten sie in Form des sogenannten „Programms“, das von der Stiftung Haus zweimonatlich zusammengestellt und verschickt wird. Schwerpunkte der Arbeit sind, entsprechend den Anliegen der Stiftung:
- Ökumene der Praxis, z. B. durch die Wiederbelebung einer urchristlichen und damit urökumenischen Liturgieform: der Agape-Feier
- christliche Öffentlichkeitsarbeit durch Poster und Plakate
- Partnerschaft mit den genossenschaftlich organisierten indianischen Kleinbauern in Guatemala
- geistige und materielle Hilfe für Menschen in Osteuropa
- soziale und seelsorgerische Dienste von Hilfen für soziale Randgruppen über die Arbeit mit Senioren, Kranken- und Hospizdienste, Kontakte zu Menschen in Justizvollzugsanstalten, Ferien- und Kurseelsorge, Zusammenarbeit mit Eine-Welt-Gruppen bis hin zur unmittelbaren Nachbarschaftshilfe sind die Arbeitsgebiete sehr vielfältig, entsprechend den Begabungen und Erfahrungen, die in einem Team zusammenkommen.

## Stiftung Haus der Action 365
Heute umfasst die Action 365 zwei Rechtsformen: die Stiftung Haus der Action 365 (gegründet 1997) und als Tochter den Verlag und Vertrieb der Action 365 GmbH (gegründet 1983). Die Stiftung Haus der Action 365 ist eine gemeinnützige Stiftung des bürgerlichen Rechts mit Sitz Frankfurt am Main. Sie wird von einem Vorstand und von einem Kuratorium geleitet, dem katholische und evangelische Christen und Christinnen angehören, und durch freiwillige Kostenbeiträge der ehrenamtlichen Mitarbeiter in den Teams sowie durch Spenden von Freunden und Förderern getragen. Der Verlag der Action 365 ist eine hundertprozentige Tochter der Stiftung. Beide Rechtsformen arbeiten im selben Haus zusammen daran, mit ihren jeweiligen Möglichkeiten die Anliegen der Action 365 in der Gegenwart zu verwirklichen und für die Zukunft weiterzuentwickeln:
- den Dialog der Religionen und Kulturen
- Partnerschaft und Bildungsarbeit in einem versöhnten Europa (siehe unten)
- entwicklungspolitische Zusammenarbeit, unter anderem durch die seit 1972/1973 bestehende Partnerschaft mit dem Dachverband der Genossenschaften der Kaffeebauern (Fedecocagua) in Guatemala (siehe unten)
- Hilfen für die persönliche Lebensgestaltung in Beruf und Familie
- Begegnung und Austausch mit Menschen ohne jegliche religiöse Bindung
- die Herausgabe von Medien für die christliche Öffentlichkeitsarbeit
- internationale Kontakte mit Menschen aus anderen Ländern, Religionen und Kulturen zu initiieren
- Menschen auf der Suche nach Spiritualität begleiten

## Internationale Aufgaben der Stiftung
Die Stiftung richtete zum einen Sommerschulen für junge Menschen aus Polen, Tschechien und Rumänien ein. Zum anderen initiierte die Stiftung ab 1995 ein zunächst dreinationales Europaprojekt mit regelmäßig stattfindenden wissenschaftlichen Symposien in Polen (Schloss Kamień Śląski/Groß Stein bei Oppeln sowie in Krakau), in der Tschechischen Republik (Olmütz) und in der Bundesrepublik Deutschland (Frankfurt am Main). Die meisten der beteiligten Wissenschaftler kamen von den polnischen Universitäten Opole/Oppeln und Kraków/Krakau, von der tschechischen František-Palackỳ-Universität in Olomouc/Olmütz, der Philosophisch-Theologischen Hochschule Sankt Georgen in Frankfurt am Main und der Pädagogischen Hochschule Schwäbisch Gmünd. Später schlossen sich Vertreter der Fakultät für Erwachsenenbildung und Kulturwissenschaften der Universität Pécs/Fünfkirchen in Ungarn an. Das letzte Treffen dieser Art wurde vom 10. bis zum 14. September 2009 von der Universität Krakau/Polen ausgerichtet. Bei den Europa-Symposien geht es um die Fragen
- nach der historischen Verbundenheit von Deutschen, Polen, Tschechen und Ungarn
- nach dem Umgang mit den Fehlern und Wunden der Vergangenheit, gemäß dem Leitwort „Erinnerung ist das Geheimnis der Versöhnung“
- nach dem Phänomen der Migration und unserem generellen Umgang mit Fremdem
- nach einer Gemeinsamkeiten stiftenden Europäischen Identität

## Die Action 365 und der Dachverband Fedecocagua
1969 gründen 16 Bauerngenossenschaften in Guatemala den Dachverband Fedecocagua (Federación de Cooperativas Agrícolas de Productores de Café de Guatemala), angelehnt an das Modell von Friedrich Wilhelm Raiffeisen und Hermann Schulze-Delitzsch. Der Kontakt zur Action 365 kam 1972 über Misereor zustande. Seit 1973 vertreibt die action den Kaffee von Fedecocagua in Deutschland unter dem Motto „Mit Genuß Gutes tun. Gerecht handeln!“ Dieser „Indio-Kaffee“ der Action 365 ist somit der erste – nach heutigem Sprachgebrauch – fair gehandelte Kaffee in Deutschland.

## Preise der Stiftung Haus der Action 365
Seit dem Jahr 2000 vergibt die Stiftung in unregelmäßigen Abständen den sogenannten „Preis der Stiftung Haus der Action 365“. Laut Satzung sollen mit diesem Preis Persönlichkeiten ausgezeichnet werden, die es in den Mittelpunkt ihres Lebens gestellt haben, Menschen in interkulturellen Begegnungen, auf der Suche nach religiösen Werten und nach einer christlichen Spiritualität zu begleiten, und die sich dabei nachhaltige Verdienste erworben haben. Preisträger waren:
- 2000: Wolfgang Tarara, Jesuitenpater sowie Initiator und Gründungsvorsitzende der Stiftung Haus der Action 365, für sein Lebenswerk
- 2006: Erzbischof Alfons Nossol von Opole
- 2017: Gerlinde Back, die letzte Vertreterin der Gründungsgeneration im Leitungskreis, für ihr Lebenswerk.[4][5]

Seit 2023 vergibt die action 365 jährlich den Becker-Staritz-Preis, benannt nach Bernhard Becker und Katharina Staritz. Ausgezeichnet und mit je 2500 Euro dotiert werden:
- Menschen, die in vorbildlicher Weise ihren christlichen Glauben in konkretes Handeln an ihren Mitmenschen übertragen haben oder Projekte, die christliche Ideen in der Öffentlichkeit platzieren
- Studierende geistes- und sozialwissenschaftlicher Fächer, aus deren Abschlussarbeit (Bachelor, Master, Magister, Promotion) sich Impulse für ein sozialpastorales oder gemeinwohlorientiertes Praktizieren des christlichen Glaubens ergeben